# 盖维尔
盖维尔（法語：Guerville，法語發音：[ɡɛʁvil]）是法国伊夫林省的一个市镇，属于芒特拉若利区。

## 地理
盖维尔（48°56'39"N, 1°44'6"E）面积9.98 平方千米，位于法国法蘭西島大區伊夫林省，该省份为法国北部内陆省份，北起瓦兹河谷省，西接厄尔省，西南接厄尔-卢瓦省，东南接埃松省，东临上塞纳省。
与盖维尔接壤的市镇（或旧市镇、城区）包括：阿努维尔莱芒特、布勒伊-布瓦罗贝尔、利迈、芒特城、塞纳河畔梅济耶尔、波舍维尔。
盖维尔的时区为UTC+01:00、UTC+02:00（夏令时）。

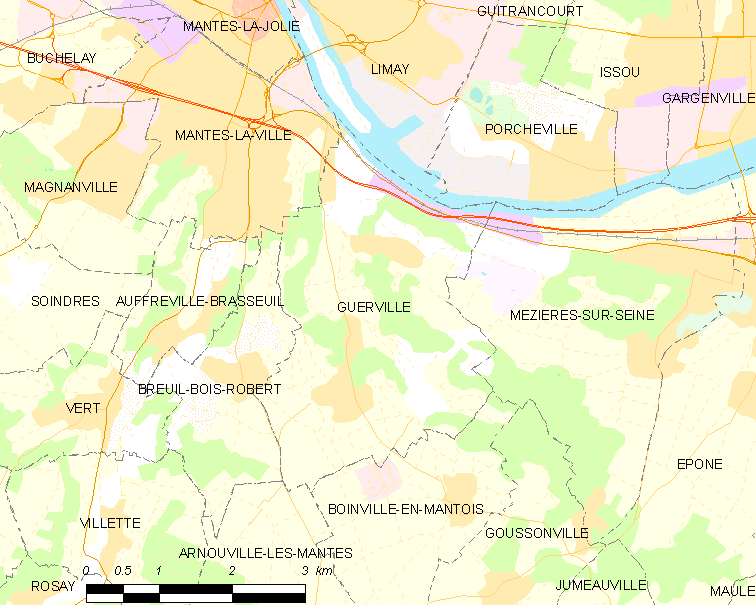
盖维尔的OSM定位图

## 行政
盖维尔的邮政编码为78930，INSEE市镇编码为78291。

## 政治
盖维尔所属的省级选区为塞纳河畔博尼耶尔县。

## 人口

1962-2008年间盖维尔人口变化图示

盖维尔于2022年1月1日时的人口数量为2088人。